# Discalma fragilis
Discalma fragilis är en fjärilsart som beskrevs av W. Warren 1904. Discalma fragilis ingår i släktet Discalma och familjen mätare. Inga underarter finns listade i Catalogue of Life.